# Kanton Saint-Dizier-1
Saint-Dizier-1 is een kanton van het Franse departement Haute-Marne.

## Geschiedenis
Het kanton werd op 22 maart 2015 gevormd, door de gemeenten van het op die datum opgeheven kanton Saint-Dizier-Ouest, de gemeenten Allichamps en Louvemont van het kanton Wassy en een deel van de gemeente Saint-Dizier.

## Gemeenten
Het kanton Saint-Dizier-1 omvat de volgende gemeenten:
- Allichamps
- Éclaron-Braucourt-Sainte-Livière
- Hallignicourt
- Humbécourt
- Laneuville-au-Pont
- Louvemont
- Moëslains
- Perthes
- Saint-Dizier (deels)
- Valcourt
- Villiers-en-Lieu